# Hipopótamo de Allenton
El hipopótamo de Allenton es un esqueleto de hipopótamo (Hippopotamus amphibius) que fue encontrado en Allenton (Inglaterra) en 1895. El esqueleto está expuesto al Derby Museum and Art Gallery y mide 3 metros de largo. Cerca de donde fue descubierto se puede encontrar una reproducción en forma de escultura.

## Historia
Allenton es un suburbio de Derby, localizado a 5 km de este núcleo de población. El año 1895 empezó la excavación de un nuevo pozo en el Crown Inn, pero los trabajos se pararon cuando los obreros notaron un mal olor y posteriormente vieron unos huesos muy grandes y poco usuales. Varias personas se pusieron de acuerdo para financiar investigaciones sobre éstos, y se decidió que los hallazgos se compartirían con la comunidad. El agujero fue ensanchado hasta los 4,5 m², a pesar de que éste estaba lleno de agua hasta 1,8 m de la superficie; se usaron bombas de extracción y obreros para ayudar a poder excavar todavía más profundo. El procedimiento estaba supervisado por H.H. Bemrose y R.M. Deeley, que más tarde escribieron la memoria de la operación. Tal y cómo se había decidido, los huesos fueron cedidos al Museo de Derby, que había sido inaugurado dieciséis años atrás.

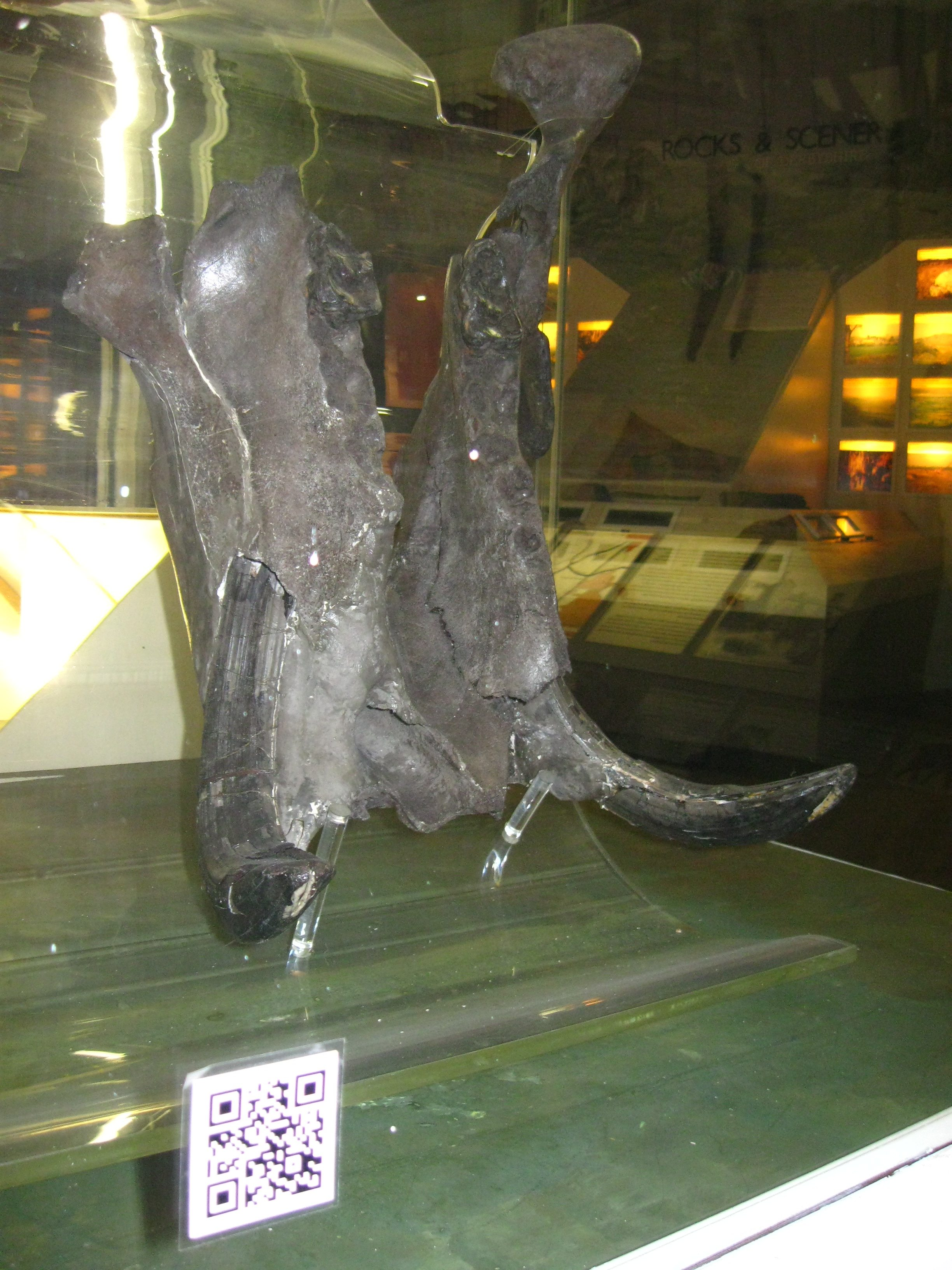
Mandíbula inferior del hipopótamo de Allenton y el código QR que muestra a los visitantes este artículo.

Se descubrieron hasta 127 huesos que principalmente provenían de un hipopótamo, a pesar de que algunos eran de rinoceronte y de elefante. Arnold Bemrose mostró con estos huesos la evidencia de que la Gran Bretaña había estado unida por tierra con la Europa continental.
El hipopótamo de Allenton y otros restos animales de Boulton Moor se originaron todos en un terreno llamado Allenton Terrace, un depósito de grava de río que estaba a 6 metros por sobre el moderno río Derwent. Los depósitos han sido datados del Interglacial Riss-Würm, aproximadamente hace 120.000 años. La presencia de hipopótamos indica que el clima era más cálido que en la actualidad. Los inviernos no tendrían largos periodos de congelación y la temperatura media del verano estaría por encima de los 18 °C.

## Descubrimientos posteriores

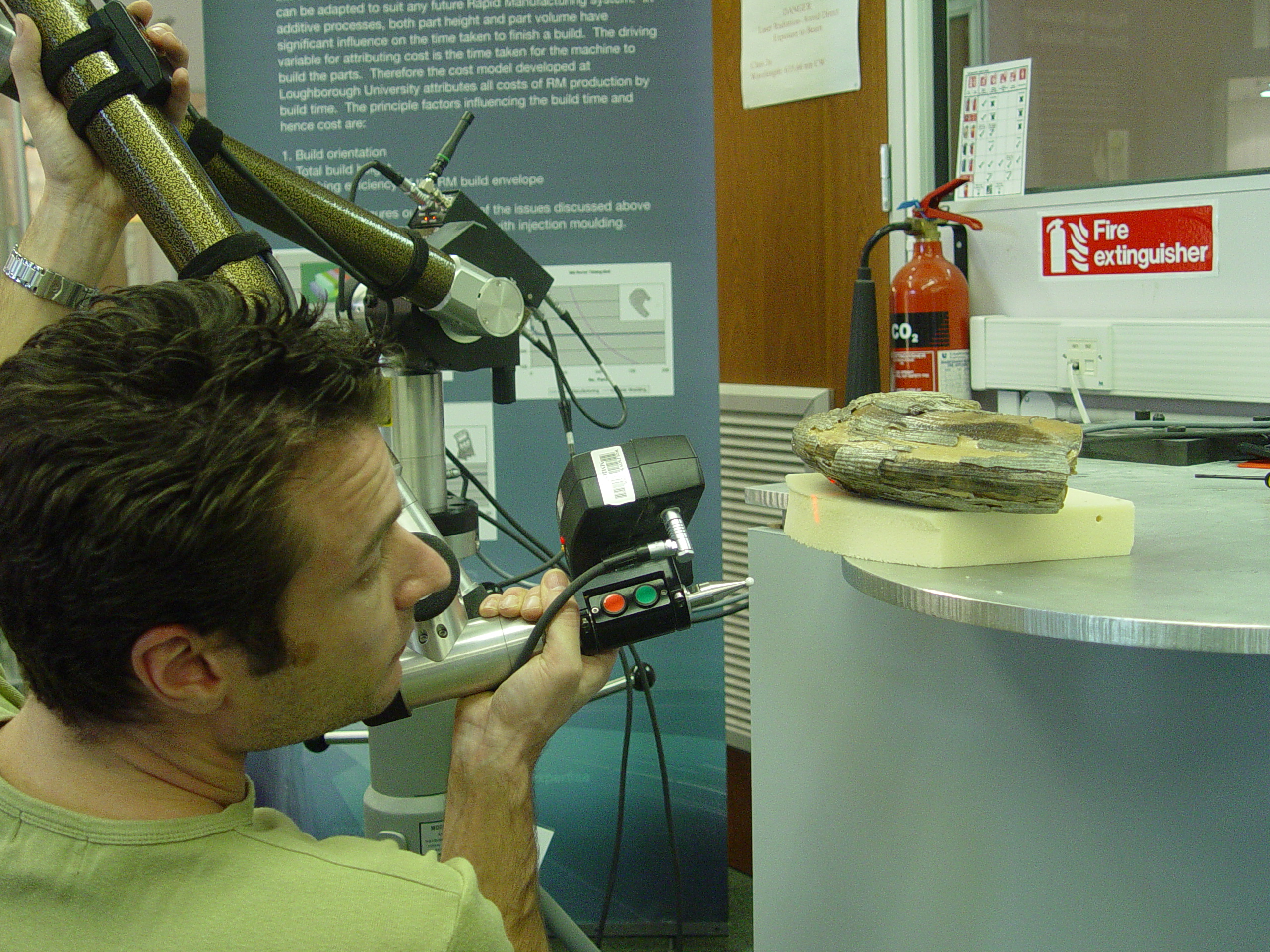
Un láser escaneando el hipopótamo de Allenton en la Universidad de Loughborough.

En julio de 1973 los trabajadores descubrieron otros fragmentos de hueso mientras excavaban cerca de Boulton Moor; algunos de ellos también están expuestos en el Derby Museum and Art Gallery. Estas excavaciones dejaron a la luz huesos de oso, ciervo, toro además de otros de hipopótamo, rinoceronte y elefante. Los hallazgos consistieron en pocas piezas; el descubrimiento más importante fue uno de los dientes de hipopótamo más grandes encontrados en la Gran Bretaña.

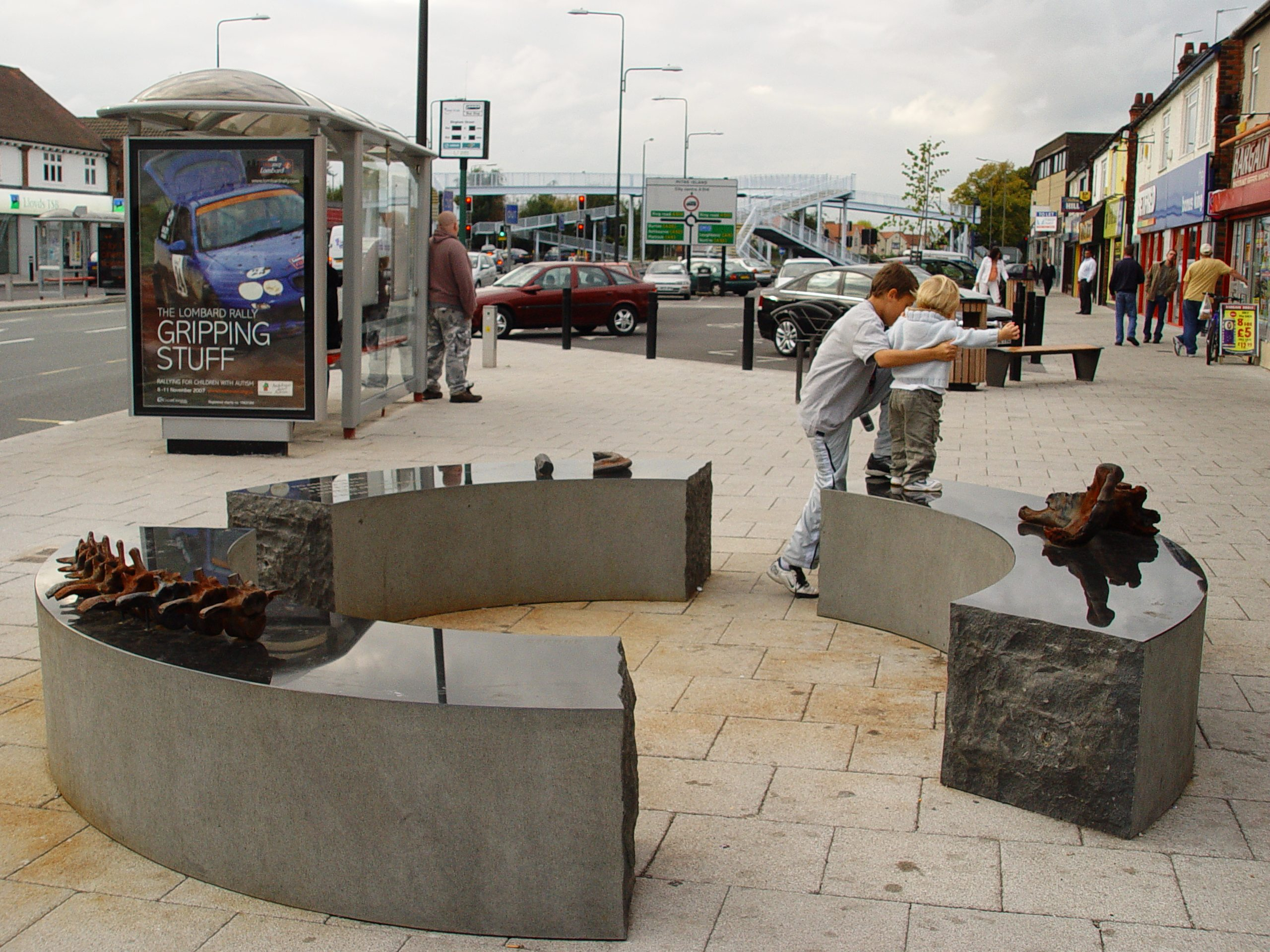
Escultura en el centro comercial de Allenton.

En el 2006 Michael Dan Archer fue nombrado encargado de crear una estatua para Allenton. Las discusiones en la localidad mostraron un deseo popular de tener algo relacionado con la historia de la zona: la estatua de Archer consiste en tres secciones partidas de una circunferencia de granito negro con medida suficiente para formar un asiento. Sobre la superficie pulcra del granito hay copias de hierro fundido de los huesos del esqueleto del hipopótamo de Allenton. Aparte de la mandíbula inferior, que fue creada a partir de un modelo de plastilina, hay una selección de otros huesos que fueron llevados a la Universidad de Loughborough para ser escaneados con láser con el objetivo de crear un modelo por ordenador en tres dimensiones que permitiera hacer copias exactas.